# Kedungdawa (Gabuswetan)
Kedungdawa is een bestuurslaag in het regentschap Indramayu van de provincie West-Java, Indonesië. Kedungdawa telt 5690 inwoners (volkstelling 2010).